# Sevillai Szent Leander
Sevillai Szent Leander (Cartagena, 549 előtt, február 27. – Sevilla, 600. március 13.) latin nyelven író középkori hispániai püspök, egyházi író, Sevillai Izidor bátyja, Cartagenai Fulgentius történetíró és Szent Florentina öccse. A gótok katolikus hitre térítésének elkezdője.

## Működése
Életében Hispánia az ariánus vizigótok uralma alatt állt. A barbárok számbelileg azonban jócskán alatta maradtak a helyi, katolikus lakosságnak, melyek a helyi közösségeket irányító, nemesi származású katolikus püspökök uralma alatt álltak. Nem volt ritka, hogy az őshonos arisztokrata családok a barbárokat kizárva egymás között házasodtak, és mintegy hitbizományként egy-egy terület összes egyházi tisztségét betöltötték, számos püspököt, illetve szentet adva az egyháznak. Így Leander öccse, Izidor éppen őt követi majd a sevillai püspöki székben, öccse, Cartagenai Fulgentius Astigi püspöke, nővére, Florentina pedig egy női kolostor vezetője lett. Ilyen minőségükben azután a keresztény univerzalizmus jegyében hozzájárultak a helyi uralkodó réteg és az új népek előkelőinek összeolvadásához. Ennek a folyamatnak a kezdetét jelzik az olyan keresztelések, mint Klodvigé a galliai Szent Remigius által, vagy éppen Rekared királyé Sevillai Leander közreműködésével.
Miután apja, Severianus 554 körül a gótok által feldúlt Cartagenából Sevillába költözött, Leander belépett a bencés rendbe. Az akkori gót uralkodó, Leovigild a két fiát Hermenegildet és Rekkaredet a saját társuralkodójává tette. Hermenegild azonban hamarosan, 580-ban – Leander hatására – katolizált, ami miatt polgárháború tört ki az ariánus uralkodók és Hermenegild között. Ennek a harcnak a során Hermenegild Konstantinápolyba küldte Leandert, hogy bírja rá II. Tibériosz császárt csapatok küldésére. Leander Konstantinápolyban találkozott Gergellyel, a későbbi római pápával. 584-ben Leandert Sevilla püspökévé és a mai Andalúzia metropolitájává nevezték ki. Hispániába való visszatérése után azonban pártfogóját, Hermenegildet megölték (585). 586-ban azonban, apja halála után Rekkared úgy döntött, hogy ő is katolizál. Erre az aktusra végül az 589-es III. toledói zsinaton került sor.
590-ben Gergelyt, Leander barátját római pápává választották. Ezt követően a két egyházi méltóság kiterjedt levelezést folytatott egymással, melynek jelentős része fennmaradt. Ebből, valamint Nagy Szent Gergely előszavából tudjuk, hogy Leander buzdította őt a Moralia in Job megírására. Leander és Gergely kapcsolatában jól megmutatkozik a pápaság azon törekvése, hogy maga alá hajtsa a nyugati egyház összes jelentősebb püspökségét. Leander mindvégig elismeri Róma elsőbbségét, ezért cserébe 599-ben Gergely palliumot küldött neki.
Műveiből, a fent említett levelezésen túl csak két írása maradt fenn: De institutione virginum et contemptu mundi (A szüzek oktatásáról és a világ megvetéséről), mely egy, a nővére számára készített apácazárda-szabályzat volt. Fennmaradt továbbá a gótok áttérése miatti egyházi győzelemről szóló homíliája (Homilia de triumpho ecclesiæ ob conversionem Gothorum).